# Кесялахти
Кесялахти (фин. Kesälahti, швед. Kesälax) — община на востоке Финляндии, в провинции Северная Карелия. Население общины составляет 2 393 человека (на 31 января 2011 года); площадь — 583,08 км². Плотность населения — 6,17 чел/км². Официальный язык — финский.

## Населённые пункты
Деревни общины включают: Хуммоваара, Кесялахти, Пуруярви, Расти-Салокюля, Вармо, Виллала и Раяваара.

## Демография
На 31 января 2011 года в общине Кесялахти проживают 2393 человек: 1196 мужчин и 1197 женщин.
Финский язык является родным для 97,63 % жителей, шведский — для 0 %. Прочие языки являются родными для 2,37 % жителей общины.
Возрастной состав населения:
- до 14 лет — 13,37 %
- от 15 до 64 лет — 58,13 %
- от 65 лет — 28,92 %

Изменение численности населения по годам:
| Год  | Численность |
| ---- | ----------- |
| 1980 | 3172        |
| 1990 | 3164        |
| 2000 | 2871        |
| 2010 | 2403        |
| 2011 | 2393        |